# プティフール
『プティフール』は、2008年2月28日にアイデアファクトリーからPlayStation 2用ソフトとして販売された、女性向け恋愛アドベンチャーゲーム。雑誌「シルフ」にて漫画版が連載されていた。作画は桃色ペコ。

## あらすじ
高校3年生の神崎芽衣は、夏休みを利用して、祖父の営むフランス料理店の手伝いをすることになっていた。そんな芽衣に1本の電話が。元気だった祖父が倒れてしまったのだ。大変な事態というわけではなかったが、すっかり弱気になった祖父から、店をたたむと言われてしまう。芽衣が必死に祖父を説得したところ、店の運営を任されることになった。しかし、店に帰った芽衣を待っていたのは、厳しい現実だった。従業員はすでに去り、残っていたのは、犬猿の仲のフロアマネージャーとシェフのみ。
「週末までに最低限の人員を揃えられたら、店を開いてやってもいい」そう告げられ、芽衣は当てもなく街へ。約束の週末。なんとかメンバーはそろったものの、シェフは俺様、フロアマネージャーは堅物、ナンパな先輩にやる気の空回りした幼馴染、パティシエは和菓子職人で、ソムリエは理解不能な不思議さん。この面子で、店崩壊の危機を無事に乗り越えられるのか……。

## システム
1週間ごとにシフトを組み、「雰囲気」「効率」「評判」の3要素をバランスよく上げていく。また、各場所に対応したキャラクターと会話をしたり、親密になれたりする。休憩中は、場所移動でお気に入りのキャラクターの所へ行ける。

## 登場人物
神崎 芽衣（かんざき めい）
本作のヒロインで、元気な高校3年生。18歳。食べることが大好きだが、ダイエットも気にしている。前向き。
真田 和樹（さなだ かずき）声：鈴木達央
ホール見習い。17歳。芽衣の幼馴染で同級生。野球部所属の熱血少年。
唐沢 悠太（からさわ ゆうた） 声：立花慎之介
ホール担当。20歳。大学2年生。芽衣の高校の先輩。ナルシスト。
柿崎 誠司（かきざき せいじ） 声：小野大輔
フロアマネージャー。24歳。堅物で潔癖症。勇とは犬猿の仲。
松尾 勇（まつお いさむ） 声：檜山修之
シェフ。28歳。俺様タイプ。背が高い。誠二とは仲が悪い。
シャルル・栗林（シャルル くりばやし） 声：千葉進歩
パティシエ。25歳。日系2世のフランス人。
武梨 静（たけなし しずか） 声：保志総一朗
ソムリエ。22歳。周囲の物事に対する関心が薄い。

## 主題歌
オープニングテーマ「ときめきの予感」
作詞：ドン・マッコウ、作曲：おおくまけんいち、歌：真田和樹（鈴木達央）
エンディングテーマ「Waiting for the smile」
作詞：ドン・マッコウ、作曲：カワイ堂、歌：真田和樹（鈴木達央）

## 関連商品
CD
- プティフール オリジナルサウンドトラック
- プティフール キャラクターソングシリーズ Vol.1「真田和樹&シャルル栗林」
- プティフール キャラクターソングシリーズ Vol.2「柿崎誠司&唐沢悠太」
- プティフール キャラクターソングシリーズ Vol.3「松尾勇&武梨静」
- プティフール ドラマCD 〜黄金のクロケット〜
- プティフール ドラマCD 〜湯煙旅情に咲く花火〜

書籍
- プティフール 公式ビジュアルファンブック
- プティフール（漫画）（作画：桃色ペコ、シルフ連載）